# Manapouri (miejscowość)
Manapouri – miasto w Nowej Zelandii, na Wyspie Południowej, w regionie Southland, nad jeziorem Manapouri.